# Run Into the Light
Run Into the Light è un EP della cantante britannica Ellie Goulding, pubblicato il 30 agosto 2010 sotto l'etichetta Polydor Records. Contiene sei remix di canzoni della cantante.

## Tracce
1. Run Into the Light Medley – 30:06
2. This Love (Will Be Your Downfall) (Mille Remix) – 5:31
3. Guns and Horses (Monsieur Adi Remix) – 4:22
4. Lights (Fear of Tigers Remix) – 4:54
5. Salt Skin (Alex Metric Remix) – 5:00
6. Starry Eyed (Russ Chimes Remix) – 4:41
7. Under the Sheets (Jakwob Remix) – 5:35

## Classifiche
| Classifica (2010) | Posizione massima |
| ----------------- | ----------------- |
| Regno Unito       | 102               |